# Baron (Saône-et-Loire)
Baron település Franciaországban, Saône-et-Loire megyében. Lakosainak száma 279 fő (2022. január 1.). Baron Saint-Bonnet-de-Vieille-Vigne, Charolles, Champlecy, Fontenay, Grandvaux, Martigny-le-Comte, Saint-Aubin-en-Charollais és Viry községekkel határos.

## Népesség
A település népességének változása:
| Lakosok száma | 288  | 295  | 315  | 292  | 292  | 291  | 289  | 284  | 279  |
|               | 2013 | 2015 | 2016 | 2017 | 2018 | 2019 | 2020 | 2021 | 2022 |